# (1670) Minnaert
(1670) Minnaert – planetoida z pasa głównego asteroid okrążająca Słońce w ciągu 4 lat i 349 dni w średniej odległości 2,91 au. Została odkryta 9 września 1934 roku w Sterrewacht Leiden w Johannesburgu przez Hendrika van Genta. Nazwa planetoidy pochodzi od Marcela Minnaerta (1893-1970), belgijskiego astronoma. Przed nadaniem nazwy planetoida nosiła oznaczenie tymczasowe (1670) 1934 RZ.